# زيتون دفلي الأوراق
زيتون دفلي الأوراق (الاسم العلمي:Olea neriifolia) هو نوع من النباتات يتبع جنس الزيتون من الفصيلة الزيتونية.